# 蝶番軸
蝶番軸（ちょうばんじく、Hinge Axis）とは、下顎が開閉口運動する際、下顎骨顆頭が回転運動をする左右の顆頭の回転中心を線で結んだ軸を指す。そのままヒンジアキシスとも呼ばれる。1921年にマッカラムによって発見された。顆頭の動きは回転運動と滑走運動が複合しているため、蝶番軸は滑走した下顎骨顆頭の動きとともにリニアに変化する。

## 終末蝶番軸
顆頭が下顎窩最後方にあるときに存在する蝶番軸をいう。そのままターミナルヒンジアキシスとも呼ばれる。終末蝶番軸は顎位を咬合器に転写再現させる上で重要な蝶番軸と考えられており、様々な計測法がある。